# Plumi
Plumiとは、EngageMedia collectiveにより提供されたPloneを元にした自由ソフトウェアの動画共有コンテンツ管理システム (CMS) である。
Plumiは、Ploneのアドオンであり、アドオンを追加する事によって動画共有サービスを提供できるようにすることができる。
このソフトウェアは、動画の配信とコミュニティの作成を容易にする。

## 歴史
Plumiは2007年6月に最初にリリースされた。二番目のメジャーリリースは2008年の2月8日に行なわれた。

## 機能
- HTTPプロトコルの上で、どんなフォーマットの動画でもアップロードできる
- IndyTubeを使うことによって、サーバー側でFLASHビデオ変換と埋め込み再生を行う
- 国、ジャンル、トピックごとのボッドキャスティングが可能
- タグ機能（タグクラウド等）
- WYSIWYGエディタ
- ワークフロー、役割と権限を拡張可能
- ライブサーチやRSSフィードによって検索結果を返す事ができる
- プライベートまたは特定のサイトメンバーと共有したいホスティングファイルその他については、ワークスペースをカスタマイズ可能
- ブラウザ上でvPIPを使うことによるQuickTime、FLASH動画、ビデオ、Real及びWindowsメディア形式の埋め込み再生
- ユーザの最新のビデオをボッドキャストフィードとして配信できる等、サイトメンバーのプロフィールページをカスタマイズ可能
- オープンコンテントライセンスはクリエイティブコモンズとGNU Free Documentation Licenseと、ユーザがカスタマイズしたライセンスを包括する